# Euphorbia triangularis
Euphorbia triangularis är en törelväxtart som beskrevs av René Louiche Desfontaines och Alwin Berger. Euphorbia triangularis ingår i släktet törlar, och familjen törelväxter. Inga underarter finns listade i Catalogue of Life.

## Bildgalleri

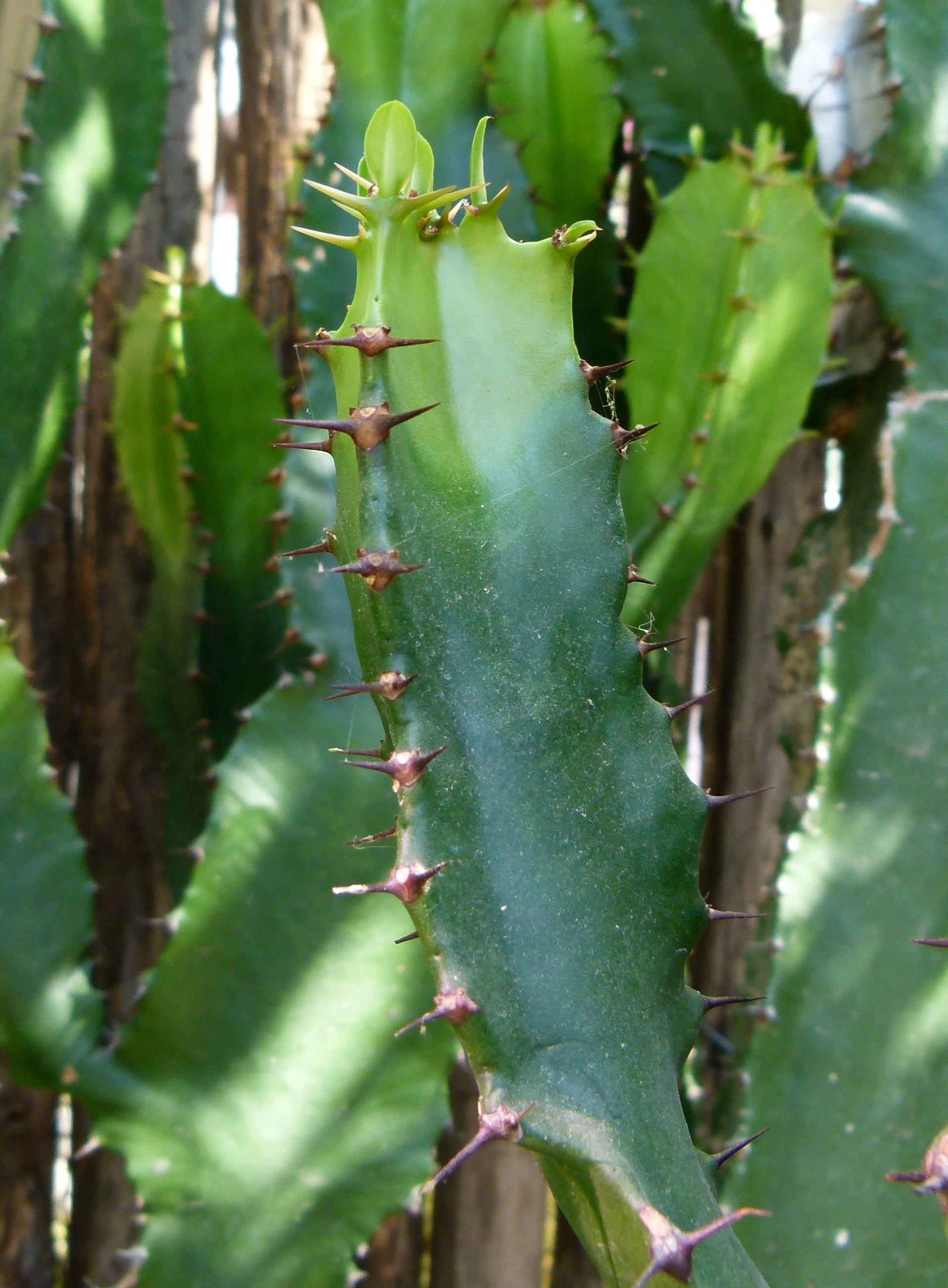
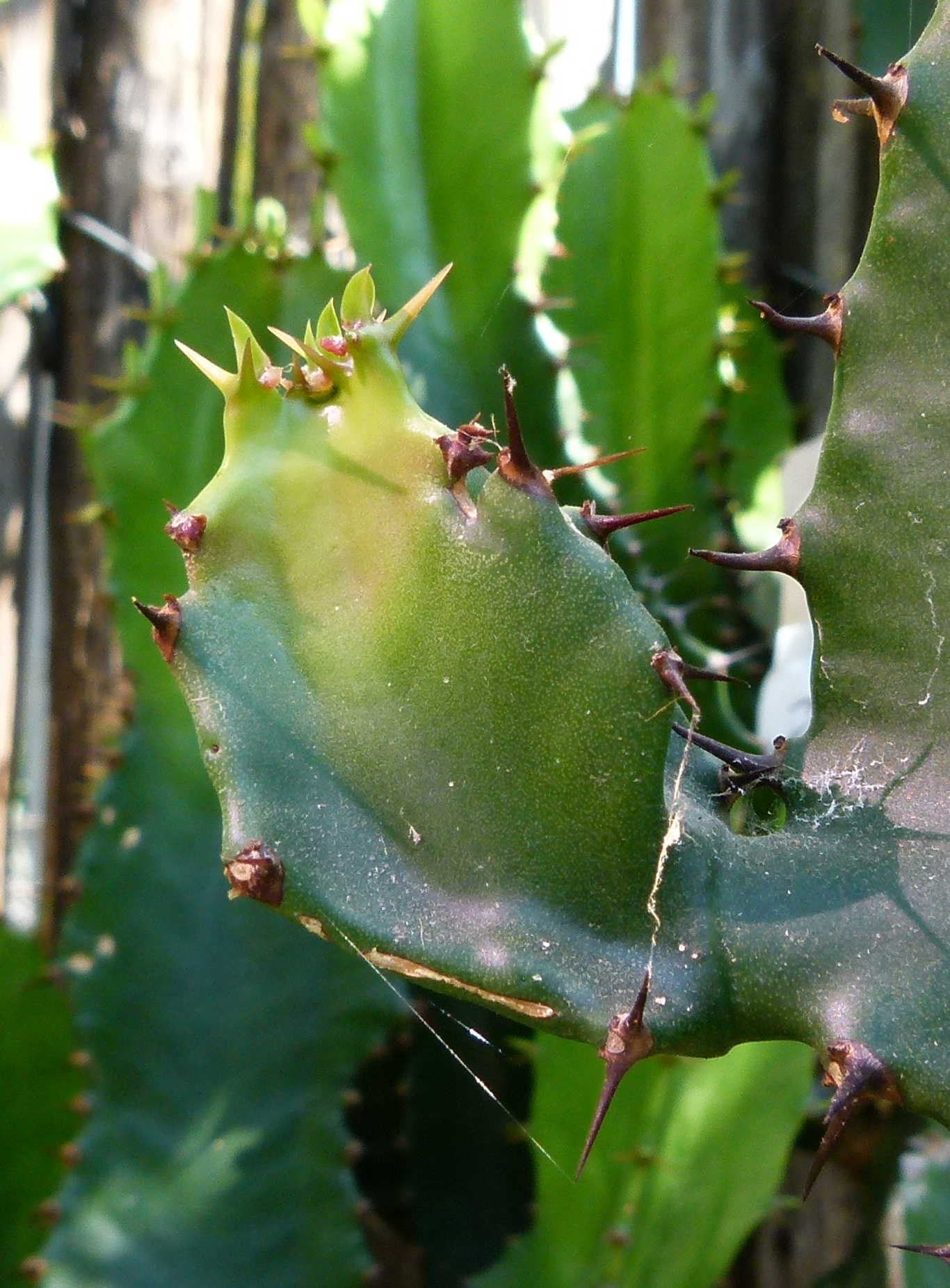
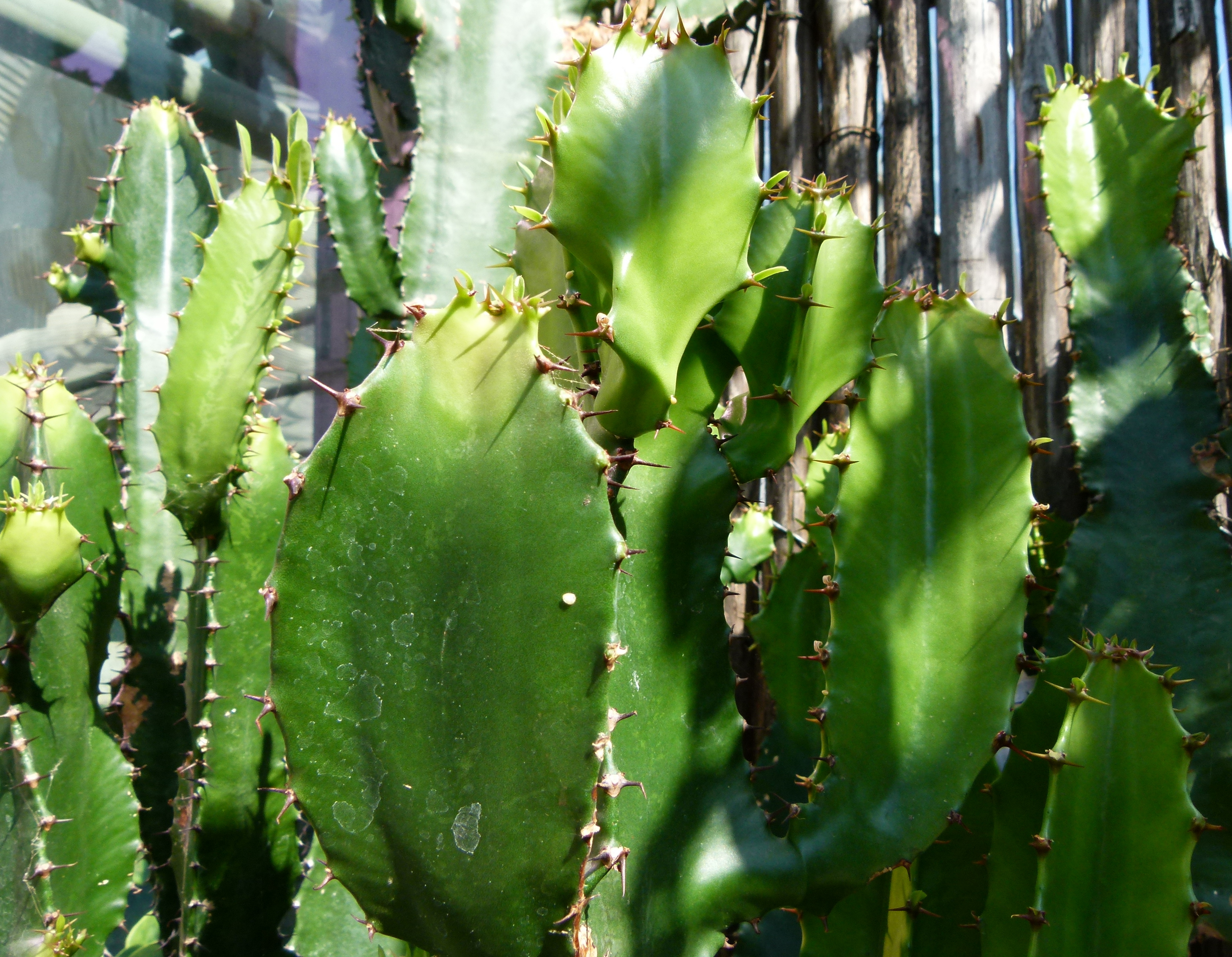
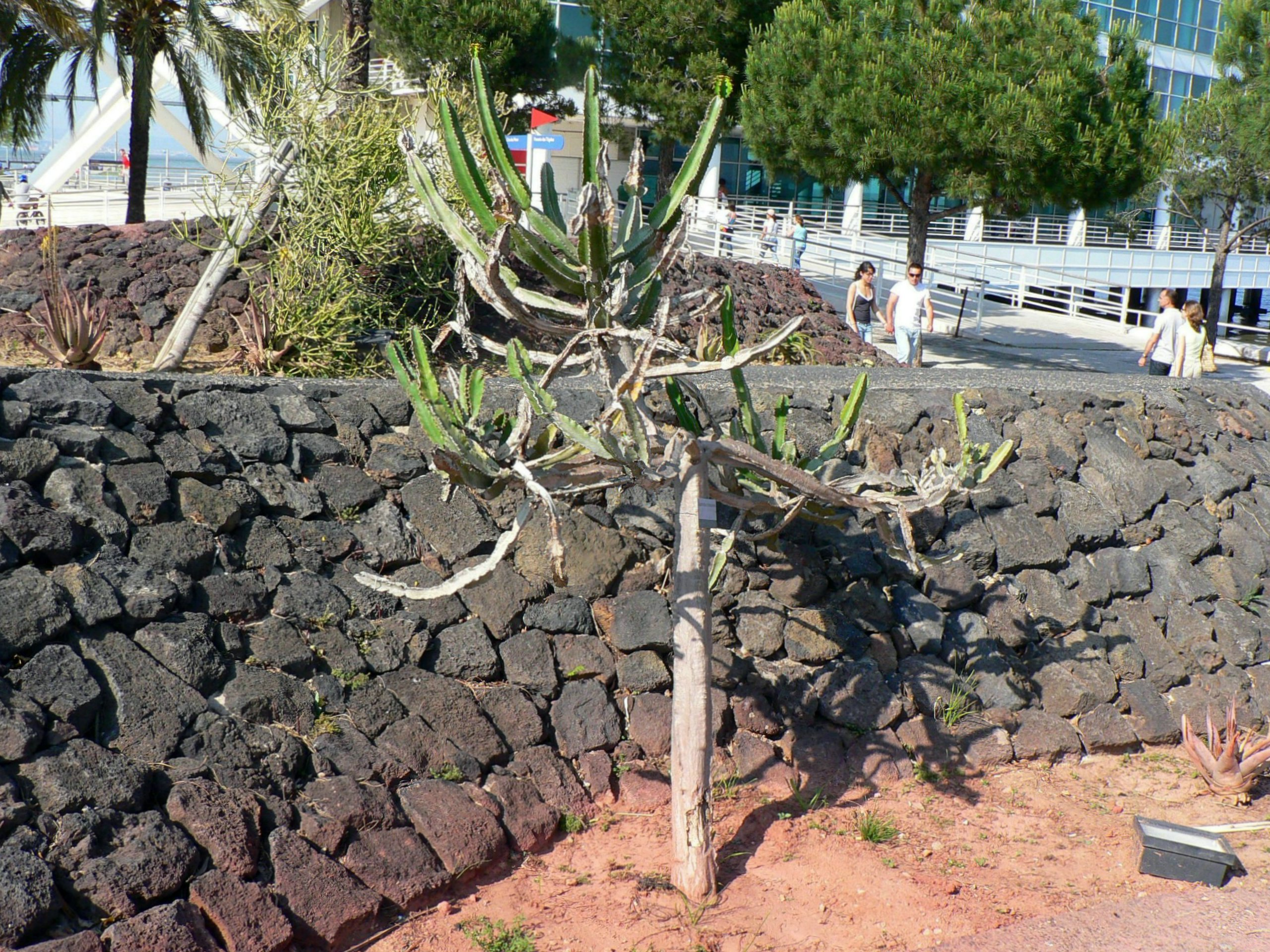